# 米滕瓦尔德 (达默-施普雷瓦尔德县)
米滕瓦尔德（德語：Mittenwalde，發音：[mɪtn̩ˈvaldə] ⓘ）是德国勃兰登堡州达默-施普雷瓦尔德县的城市，面积99.14平方千米，2023年12月31日人口为10,084人。